# Psiloceratidae
Psiloceratidae es una familia extinta de cefalópodos pertenecientes a la subclase amonites.

## Descripción
Las Psiloceratidae son evolutas, lisas o con nervaduras primarias romas. El ventro es redondeado y generalmente liso, en algunos con quillas débiles. Las suturas son simples con terminaciones de silla de montar filoide en algunas. El apticus es único, encontrado en suturas en Psiloceras'.

## Géneros
- Discamphiceras
- Kammerkaroceras
- Paradiscamphiceras Taylor, 1988
- Euphyllites Wahner, 1898
- Badouxia Guex and Taylor, 1976
- Caloceras
- Franziceras Buckman, 1923
- Laqueoceras
- Murihikuites Stevens, 2004
- Paraphylloceras Salfeld, 1919
- Psiloceras
- Psilophyllites

## Distribución
Se han encontrado fósiles de especies dentro de este género en las rocas del Triásico de Canadá, en las rocas del Jurásico de Argentina, Austria, Canadá, China, Francia, Alemania, Hungría, México, Nueva Zelanda, España), Reino Unido, Estados Unidos, como así como en el Cretácico de Australia y Rusia.